# Пытки в селе Малая Рогань
Пытки в селе Малая Рога́нь — случай истязаний в ходе вторжения России на Украину, произошедший на территории села Малая Рогань Харьковского района Харьковской области. Предполагается, что украинские военные издевались над российскими военнопленными. По сообщению международной гуманитарной организации Human Rights Watch и Управления Верховного комиссара ООН по правам человека, в случае подтверждения произошедшее будет квалифицироваться как военное преступление.

## Видеозапись
Утром 27 марта 2022 года в Reddit и Twitter были выложены две видеозаписи, впоследствии на YouTube появилась более полная версия, на 2 минуты длиннее. Издание The Times сообщает, что видеозаписи продвигались Марией Дубовниковой из Российского совета по международным делам, их оригинальный источник неясен. По данным Checknews, фактчекингового сервиса издания Libération, видеозаписи были размещены солдатами спецподразделения «Кракен», связанного с полком «Азов», который предположительно сражался неподалёку.
BBC, исходя из погодных условий, предполагает, что видеозапись могла быть снята 26 марта, а по положению Солнца называет временем съёмки ранние часы дня. France 24, исходя из погодных условий, предполагает, что видеозапись могла быть снята между 11 и 27 марта.
На видеозаписи видны пять человек в военной форме, лежащие на полу со связанными руками и простреленными ногами. В помещение вводят ещё троих и простреливают им ноги, а также одного бьют прикладом автомата в лицо. За кадром слышен допрос пленных человеком, говорящим на русском языке с украинским акцентом, а также разговор по-русски без иностранного акцента, предположительно по рации.
Исследователь открытых данных Эрих Ауэрбах (нем. Erich Aeurbach) сообщил, что действие происходит на ферме в селе Малая Рогань в 18 км восточнее центра Харькова. Такая геолокация была подтверждена организацией «Human Rights Watch» и изданием «Washington Post». По заявлениям украинской стороны, эта деревня была занята ВСУ за два дня до появления первых видеозаписей.
У совершающих насилие имеются синие повязки, обычно используемые украинской стороной, а у пленных — белые и красные, используемые российской стороной. Как пишет «Human Rights Watch», принадлежность совершающих насилие к регулярным частям, территориальной обороне или иным формированиям неясна: они одеты в разную форму, держат разное оружие и имеют не совпадающее снаряжение при отсутствии явных знаков различия. Как пишет военный эксперт Королевского объединённого института оборонных исследований Ник Рейнольдс (англ. Nick Reynolds), оружие на видео похоже на автоматы, которые в закамуфлированном виде используются Силами специальных операций Украины, но слегка отлично от того, что он ранее видел; также он отметил, что стороны конфликта используют оружие друг друга.
Французское издание «Монд» совместно с независимыми экспертами проанализировало видео данного случая и высказало мнение, что он произошёл в присутствии бойцов украинского полицейского батальона «Слобожанщина», а командир батальона Янголенко явно появляется рядом с тремя жертвами перед тем, как начались выстрелы. Хотя, по словам издания, по видео нельзя с уверенностью утверждать, что человек, стрелявший в военнопленных, был членом именно данного батальона. Сам командир батальона Янголенко на запрос издания не ответил.

## Более поздние свидетельства
28 марта главный редактор украинского издания «Цензор.нет» Юрий Бутусов выложил видео, показывающее ферму в Малой Рогани и сильно обгоревшие останки трёх человек. По его словам, видео было снято через несколько часов после прекращения боёв, а на убитых надета российская форма. «Human Rights Watch» замечает, что на этом видео территория фермы пострадала от взрывов и огня, чего нет на первоначальном видео.
Также 28 марта в Малой Рогани побывали журналисты издания «Франс-Пресс». Они сообщили, что видели два трупа российских военных на улице и два — в колодце, а также привели слова украинского военного о захвате пятерых российских пленных, один из которых был застрелен при попытке бежать.

## Реакция

### Международных организаций
Международная гуманитарная организация Human Rights Watch заявила, что в случае подтверждения произошедшее будет квалифицироваться как военное преступление, а также что «Украине нужно продемонстрировать свою способность и готовность не допускать серьёзных нарушений международного гуманитарного права и привлекать виновных к ответственности».
Управление Верховного комиссара ООН по правам человека в своём отчёте назвало произошедшее одним из двух задокументированных случаев пыток и убийств военнопленных со стороны украинских солдат, отметило, что в случае подтверждения произошедшее будет квалифицироваться как военное преступление, и сообщило, что обеспокоено этими двумя случаями, а также достоверными отчётами о случаях пыток и издевательств над военнопленными со стороны российских и пророссийских солдат.

### Украинских властей
Валерий Залужный, главнокомандующий Вооружёнными силами Украины, назвал видео постановочным, не приводя доказательств в пользу этого, и обвинил Россию в его создании для дискредитации украинских сил.
Ирина Венедиктова, генеральный прокурор Украины, заявила о необходимости доказательств, и что если военные с украинской стороны окажутся виновными, они предстанут перед судом. Было начато расследование произошедшего.
Алексей Арестович, советник главы офиса президента Украины, сообщил, что недозволенное обращение с пленными квалифицируется как военное преступление и должно наказываться; по его словам, будет проведено расследование, а недопустимость подобного будет доведена до личного состава и сил обороны.

### Российских властей
Дмитрий Песков, пресс-секретарь президента России, заявил, что видеозаписи содержат «чудовищные кадры» и должны быть расследованы юристами, а также что виновные должны быть наказаны.